# Tim Sparv
Pour les articles homonymes, voir Sparv.
Tim Sparv, né le 20 février 1987 à Oravais en Finlande, est un footballeur international finlandais. Il joue au poste de milieu défensif.

## Biographie

### En club

#### Parcours junior et début pro (2003-2007)
Après avoir joué en troisième division finlandaise dans le petit club de Norrvalla FF, il signe dans le club anglais Southampton FC pour jouer dans les équipes jeunes du club. Après quelques apparitions dans l'équipe réserve de Southampton, il intègre l'équipe première pour la saison 2006-07, mais l'expérience tourne court à cause de la concurrence dans le milieu de terrain anglais.

#### Transfert au Halmstads BK (2007-2010) et prêt au Vaasan Palloseura (2008)
Le 7 janvier 2007, il partit au Halmstads BK pour jouer dans l'Allsvenskan, sur les conseils de son père et de l'ancien joueur Michael Svensson. Il fit ses débuts en Allsvenskan, le 9 avril 2007 lors d'un match contre l'Helsingborg IF lorsqu'il remplaça Andreas Johansson lors de la deuxième période. Le 1er mai 2008, il est prêté au Vaasan Palloseura après avoir souffert d'un manque de temps de jeu avec Halmstads.

#### FC Groningue (2010-2013)
En août 2009, alors qu'il fut sur le point de signer pour le FC Groningue, son club le Halmstads BK refusa de le laisser partir. Finalement le 14 août 2010, le club néerlandais annonça que Sparv rejoindra l'équipe à partir du 1er janvier 2010. Il fit ses débuts en Eredivisie, le 7 mars 2010 lors d'une victoire 1-0 contre le VVV-Venlo, remplaçant Fredrik Stenman à la 78e minute. Il marqua son premier but pour Groningen lors du match d'ouverture de la saison 2010-11,  contre l'AZ Alkmaar. Son but sur venu à la 76e minute, permettra au sien d'arracher le match nul 1-1.

#### Greuther Fürth (2013-2014)
En mai 2013, Sparv signa un contrat de trois ans avec le club allemand du Greuther Fürth. Il fit ses débuts en 2. Bundesliga le 21 juillet 2013 lors d'un match contre l'Arminia Bielefeld. Il marqua son premier et unique but en championnat pour le club, le 30 septembre 2013 lors d'une victoire 4-0 contre le Dynamo Dresden. Le but est survenu à la 86e minute.

#### FC Midtjylland (2014-2020)
Le 3 juillet 2014, Tim Sparv signa un contrat de quatre ans avec l'équipe danoise du FC Midtjylland. Le 20 août 2015, il marqua contre son club formateur du Southampton FC lors du match aller des barrages de la Ligue Europa 2015-2016 , qui s'est soldé par un match nul 1–1. Il a également commencé le match retour au Danemark que Midtjylland a remporté, pour assurer au club danois une place en phase de groupes En juillet 2020, après six ans et plus de 170 matchs joués avec le FC Midtjylland, Tim Sparv, alors âgé de 33 ans, annonce qu'il quitte librement le club à la fin de son contrat.

#### AEL Larissa (2020-2021)
Le 26 août 2020, Sparv signa un contrat de deux ans avec le club grec de  l'AEL Larissa. Le 14 mai 2021, il annonça officiellement la résiliation de son contrat d'un commun accord.

#### HJK Helsinki (2021) et fin de carrière
En 22 juillet 2021, Tim Sparv retourne dans son pays natal en s'engage avec le HJK Helsinki pour le reste de l'année 2021, avec une année en option. 
Néanmoins, le 20 décembre 2021, il annonce sa retraite à effet immédiat et déclare : « J'ai donné tout ce dont j'étais capable physiquement et je suis allé aussi loin que j'ai pu ».

### En sélection nationale
Tim est régulièrement appelé en espoirs. Il participe en tant que capitaine au Championnat d'Europe de football espoirs 2009, il y joue trois matchs et il inscrit un but sur penalty dès le premier match contre Angleterre. Le 4 février 2009, il honore sa première sélection avec la sélection finlandaise contre le Japon en jouant l'intégralité du match (1-5).
Il est par la suite membre des 26 joueurs sélectionnés par Markku Kanerva pour disputer l'Euro 2020, première compétition internationale officielle pour les finlandais. Le 12 juin 2021, il est titulaire pour le premier match de la Finlande à l’Euro 2020. Cette rencontre sera malheureusement célèbre pour avoir vu le malaise cardiaque de Christian Eriksen. Sparv disputera deux des trois matchs du tournoi face à la Belgique (défaite 0-2) et le Danemark donc. Les finlandais sortiront dès la phase de poules. 
Il se bat pour les droits humains des travailleurs migrants au Qatar.

## Carrière
| Saison    | Club                 | Pays          | Championnat        | Coupes nationales | Coupes d'Europe                 | Sélection Finlande |
| --------- | -------------------- | ------------- | ------------------ | ----------------- | ------------------------------- | ------------------ |
| 2007      | Halmstads BK         | Allsvenskan   | 12 matchs          | 9 matchs          | -                               | -                  |
| 2008      | Vaasan Palloseura    | Veikkausliiga | 8 matchs           | -                 | -                               | -                  |
| 2008      | Halmstads BK         | Allsvenskan   | 13 matchs          | 7 matchs          | -                               | -                  |
| 2009      | Halmstads BK         | Allsvenskan   | 26 matchs / 1 but  | 7 matchs          | -                               | 5 matchs           |
| 2009-2010 | FC Groningue         | Eredivisie    | 9 matchs           | 2 matchs          | -                               | 3 matchs           |
| 2010-2011 | FC Groningue         | Eredivisie    | 31 matchs / 2 buts | 5 matchs          | -                               | 6 matchs           |
| 2011-2012 | FC Groningue         | Eredivisie    | 30 matchs          | 1 match           | -                               | 8 matchs           |
| 2012-2013 | FC Groningue         | Eredivisie    | 21 matchs / 2 buts | 2 matchs          | -                               | 8 matchs / 1 but   |
| 2013-2014 | SpVgg Greuther Fürth | 2.Liga        | 28 matchs / 1 but  | 4 matchs          | -                               | 6 matchs           |
| 2014-2015 | FC Midtjylland       | Superligaen   | 29 matchs          | 2 matchs / 1 but  | (C3) 1 match                    | 12 matchs          |
| 2015-2016 | FC Midtjylland       | Superligaen   | 31 matchs          | -                 | (C1)+(C3) 4+10 matchs / 0+1 but | 4 matchs           |
| 2016-2017 | FC Midtjylland       | Superligaen   | 4 matchs           | -                 | (C3) 1 match                    | -                  |

Dernière mise à jour le 29/03/2017

## Palmarès
- FC Midtjylland
  - Champion du Danemark en 2015, 2018 et 2020.
  - Vainqueur de la Coupe du Danemark en 2019.